# Donburi
Donburi (jap. 丼) – (1) miska (znacznie większa od miski używanej do ryżu), (2) potrawa podawana w takim naczyniu − japońska potrawa składająca się z ryb, mięsa, warzyw lub innych składników ugotowanych razem na wolnym ogniu podanych na ryżu. 

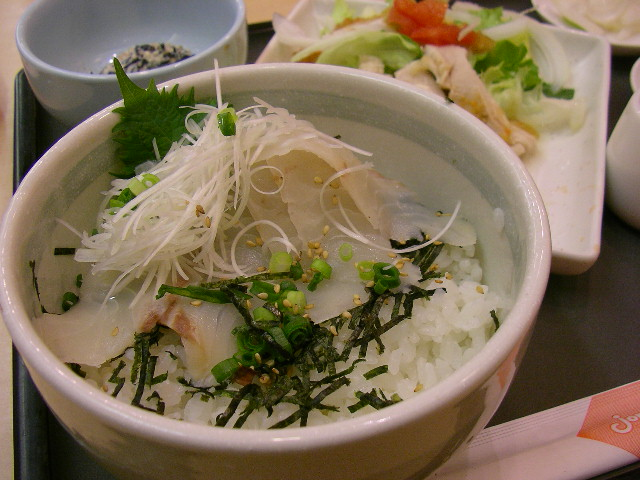
Przykładowe donburi

Najbardziej znane to: oyako-donburi (z kurczakiem i jajkiem), tendon (z tempurą), gyūdon (z wołowiną), katsudon (z tonkatsu), unadon (z węgorzem).